# István Újszászy
István Újszászy, madžarski general, * 1894, † 1948.